# Suurrahu
Suurrahu est une île d'Estonie du Väinameri, dans le golfe de Riga.

## Géographie
Elle fait partie du parc national de Matsalu et appartient à Haeska (Ridala) (et) (Commune de Ridala).